# Jarkko Tontti
Jarkko Tontti (Tampere, 9 de diciembre de 1971) es un escritor, poeta, novelista y abogado finlandés. 

## Biografía
Tontti estudió Derecho, Filosofía y Literatura en las universidades de Helsinki, Edimburgo, Berlín y Bruselas, (Doctor of Laws 2002). Ha trabajado en el Ministerio de  Justicia, Ministerio de Relaciones Exteriores, Tribunal Local de Espoo, en el Parlamento de Finlandia y en la  Universidad de Helsinki. Tiene  experiencia en Derecho de los derechos humanos, derechos de autor y Derecho de la Unión Europea. Es expresidente de la PEN finlandesa.
Tontti es autor de dos colecciones de poemas, cuatro novelas, dos colecciones de ensayos y publicaciones académicas sobre Derecho. Sus  poemas han sido  traducidos al inglés, francés, italiano, ruso, estonio, japonés, alemán, esloveno, latín, polaco, rumano y portugués. Es ampliamente conocido como activista de derechos humanos y columnista.

## Premios
- Premio Kalevi Jäntti 2006
- Premio Lasten LukuVarkaus 2013

## Obras
- Kangasalan ja Jerusalemin runot. Poemas, 2024
- Tarkoituksista ja keinoista. Ensayos, 2022
- Vedeera ja polttavan auringon maa. Novela, 2022
- Haava. Novela, 2021
- Lain laita. Poemas, 2020
- Perintö. Novela, 2018
- Vedeera vaarallisilla vesillä. Novela, 2018
- Viisastuminen sallittu. Ensayos, 2016
- Lento. Novela, 2013
- Vedeeran taru. Novela, 2012
- Sali. Novela, 2011
- Koti, uskonto, isänmaa. Ensayos, 2011
- Jacasser. Poemas, 2009
- Luokkakokous. Novela, 2007
- Vuosikirja. Poemas, 2006